# المكلة (رداع)

تعديل مصدري - تعديل

المكلة هي إحدى قرى عزلة رداع بمديرية رداع التابعة لمحافظة البيضاء، بلغ تعداد سكانها 716 نسمة حسب تعداد اليمن لعام 2004.